# 병서
병서(竝書)는 ‘나란히 쓴다’는 뜻으로, 훈민정음에서 설명하는 한글 겹낱자의 조합 원리이다. 각자 병서(各字竝書)와 합용 병서(合用竝書) 두 종류가 있다. 또한 병서는 기존 글자를 사용해서 만들기 때문에 배움과 익힘이 쉽고 말소리의 유사성이 글자모양에 반영된다는 큰 장점을 가지고 있다

## 각자 병서
각자 병서(各字竝書)는 같은 낱자를 가로로 조합해서 겹낱자를 만드는 것을 뜻한다. 현대 한글에서는 초성과 종성에 모두 남아 있다.(종성의 경우 초성에는 쓰이는 ㄸ, ㅃ, ㅉ이 인정되지 않는다. 이는 이렇게 적을 형태소가 없기 때문이다.)

## 합용 병서

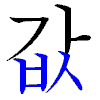
합용 병서 받침의 예.

합용 병서(合用竝書)는 다른 낱자를 가로로 조합해서 겹낱자를 만드는 것을 뜻한다. 현대 한글에서는 일부 받침에서만 남아 있다.
중세 한국어 표기에 쓰인 합용 병서에는 사잇소리 등을 연철하면서 생겨난 것이 합용 병서가 많다.
근대 한국어에 들어서 사이시옷 등의 소리가 뒤따르는 닿소리와 동화되어 된소리가 되었지만, ㅂ계 합용 병서이나 ㅅ계 합용 병서 등을 된소리 표기에 썼다. 예를 들어 ㄸ 소리가 나는 자리에 ㅳ이나 ㅺ을 쓴 것이다. 이는 한글 맞춤법 통일안에서 각자 병서를 쓰는 것으로 정해진 이후 점차 사라졌다.
합용 병서는 시작하는 자음에 따라 다음과 같이 분류할 수 있다.
- ㄱ계 합용 병서
- ㄴ계 합용 병서
- ㄷ계 합용 병서
- ㄹ계 합용 병서
- ㅁ계 합용 병서
- ㅂ계 합용 병서
- ㅄ계 합용 병서
- ㅅ계 합용 병서
- ㅇ계 합용 병서
- ㆁ계 합용 병서